# 刹那の渦
「刹那の渦」（せつなのうず）は、須田景凪の楽曲。デジタル配信限定シングルとしてunBORDE（ワーナーミュージック・ジャパン）より2020年12月23日に各音楽配信サービスにてリリースされた。

## 概要
- 前作「飛花」から約1ヶ月ぶりのリリースとなった。
- メジャー1stアルバム『Billow』のリリースに先立ち先行配信された。
- 12月17日に約3年ぶりとなるバルーン名義でv flowerによる歌唱バージョンが公開され、12月23日に須田景凪名義バージョンが公開された。

## 収録曲と規格
| #         | タイトル     | 作詞・作曲 | 編曲      | 時間 |
| --------- | ------------ | ---------- | --------- | ---- |
| 1.        | 「刹那の渦」 | 須田景凪   | 須田景凪  | 4:03 |
| 合計時間: | 合計時間:    | 合計時間:  | 合計時間: | 4:03 |